# Kommunusamskipan Føroya
Kommunufelagasamskipan Føroya forkortet KSF (Færøernes Kommuneforbund) var en interesseorganisation for kommuner på Færøerne. Organisationen blev stiftet den 10. juni 1999 af øernes seks største kommuner: Tórshavn, Klaksvík, Runavík, Tvøroyri, Fuglafjørður og Vágur. Før organisationen blev stiftet, havde de samme seks kommuner samarbejdet under navnet Býarfelagið, dog uden nogen fast struktur. Ved generalforsamlingen i 2007 blev Sandur medlem af KSF.
KSF fusionerede 1. januar 2014 med de små kommuners forening Føroya Kommunufelag  til Kommunufelagið, der har samtlige 30 færøske kommuner som medlemmer.

## Formænd
- Jákup Lamhauge 1999–2000
- Jógvan Krosslá 2001–2004
- Rodmundur Nielsen 2005–2006
- Heðin Mortensen 2006–2011
- Gunvá við Keldu 2011–2013